# Bob-Europameisterschaft 2002
Die Bob-Europameisterschaft 2002 wurde am 19. und 20. Januar 2002 im italienischen Cortina d’Ampezzo auf der dortigen Pista olimpica Eugenio Monti für den Zweier- und Viererbob der Männer ausgetragen. Diese EM wurde im Rahmen des sechsten von sieben Weltcup-Saisonrennens der Männer ausgetragen.

## Zweierbob Männer
Auf der schwer zu fahrenden Bahn konnte der Schweizer Christian Reich nach zwei EM-Silbermedaillen seinen EM-Titel feiern. Bereits im ersten Lauf setzte er mit der Tagesbestzeit Maßstäbe und fuhr auch im zweiten Lauf Bestzeit. Dahinter entbrannte allerdings ein harter Kampf um Silber und Bronze. Der nicht für die olympische Zweierbob-Entscheidung nominierte Andre Lange lag nach dem ersten Lauf nur eine Hundertstel vor dem zweiten Schweizer Bob mit Pilot Martin Annen. Da beide Bobs im zweiten Lauf exakt die gleiche Zeit fuhren, gewann der Thüringer mit dem denkbar knappsten Vorsprung die Silbermedaille. Annen rundete mit Bronze das hervorragende Schweizer Abschneiden im Zweierbob ab. Titelverteidiger Christoph Langen, dem die Bahn im Olympiaaustragungsort von 1956 nicht lag, ließ die EM aus, um sich und sein Material zu schonen. Die andere deutsche, für Olympia nominierte Zweierbob-Besatzung musste auch passen; Rene Spies hatte sich kurz vor dem Wettkampf eine Leistenverletzung zugezogen. Bedingt durch die olympische Saison waren allein 27 Bobs aus Europa am Start, darunter zwei aus der Ukraine und ein Bob aus Norwegen.
| Rang | Bob                                             | Lauf 1  | Lauf 1 | Lauf 2  | Lauf 2 | Gesamt      |
| Rang | Bob                                             | Zeit    | Rang   | Zeit    | Rang   | Zeit        |
| ---- | ----------------------------------------------- | ------- | ------ | ------- | ------ | ----------- |
| 1    | Schweiz Christian Reich Steve Anderhub          | 53,04 s | 1      | 53,48 s | 1      | 1:46,52 min |
| 2    | Deutschland Andre Lange Kevin Kuske             | 53,28 s | 2      | 53,51 s | 2      | 1:46,79 min |
| 3    | Schweiz Martin Annen Beat Hefti                 | 53,29 s | 3      | 53,51 s | 2      | 1:46,80 min |
| 4    | Italien Günther Huber Antonio Tartaglia         | 53,37 s | 4      | 53,79 s | 4      | 1:47,16 min |
| 5    | Schweiz Ivo Rüegg Stefan Bamert                 | 53,46 s | 5      | 53,80 s | 5      | 1:47,26 min |
| 6    | Russland Jewgeni Popow Pjotr Makartschuk        | 53,55 s | 7      | 53,85 s | 9      | 1:47,40 min |
| 7    | Russland Alexander Subkow Dmitri Stjopuschkin   | 53,60 s | 8      | 53,82 s | 6      | 1:47,42 min |
| 8    | Deutschland Matthias Benesch Kai Kaufmann       | 53,62 s | 9      | 53,84 s | 7      | 1:47,46 min |
| 9    | Deutschland Matthias Höpfner Marc Kühne         | 53,50 s | 6      | 54,04 s | 11     | 1:47,54 min |
| 10   | Tschechien Ivo Danilevič Jan Kobián             | 53,82 s | 10     | 53,85 s | 9      | 1:47,67 min |
| 11   | Österreich Wolfgang Stampfer Michael Müller     | 53,92 s | 12     | 53,84 s | 7      | 1:47,76 min |
| 12   | Italien Fabrizio Tosini Cristian La Grassa      | 53,94 s | 14     | 54,04 s | 11     | 1:47,97 min |
| 13   | Großbritannien Lee Johnston Scott Rider         | 53,92 s | 12     | 54,11 s | 14     | 1:48,03 min |
| 14   | Frankreich Bruno Mingeon Christophe Fouquet     | 53,91 s | 11     | 54,16 s | 15     | 1:48,07 min |
| 15   | Niederlande Arend Glas Marcel Welten            | 54,00 s | 17     | 54,17 s | 16     | 1:48,17 min |
| 16   | Norwegen Arnfinn Kristiansen Mariusz Musial     | 53,95 s | 15     | 54,24 s | 17     | 1:48,19 min |
| 17   | Lettland Gatis Guts Intars Dīcmanis             | 54,31 s | 19     | 54,09 s | 13     | 1:48,40 min |
| 18   | Frankreich Bruno Thomas Philippe Paviot         | 53,97 s | 16     | 54,45 s | 18     | 1:48,42 min |
| 19   | Monaco Patrice Servelle Sébastien Gattuso       | 54,19 s | 18     | 54,69 s | 20     | 1:48,88 min |
| 20   | Österreich Jürgen Loacker Lukas Butzerin        | 54,37 s | 20     | 54,69 s | 20     | 1:49,06 min |
| 21   | Lettland Jānis Miņins Juris Latišs              | 54,37 s | 20     | 54,71 s | 22     | 1:49,08 min |
| 22   | Großbritannien Neil Scarisbrick Colin Bryce     | 54,50 s | 22     | 54,62 s | 19     | 1:49,12 min |
| 23   | Polen Tomasz Żyła Tomasz Gatka                  | 54,79 s | 23     | 54,96 s | 23     | 1:49,75 min |
| 24   | Rumänien Florian Enache Adrian Duminicel        | 54,82 s | 24     | 55,08 s | 24     | 1:49,90 min |
| 25   | Polen Dawid Kupczyk Grzegorz Gryczka            | 54,98 s | 25     | 55,33 s | 25     | 1:50,31 min |
| 26   | Ukraine Oleg Polivach Bogdan Zamostyanik        | 55,32 s | 26     | 55,42 s | 26     | 1:50,74 min |
| 27   | Ukraine Oleksandr Ivanistin Olexander Streltsov | 55,43 s | 27     | 56,40 s | 27     | 1:51,83 min |
| -    | Bulgarien Stefan Wassilew Miroslaw Danow        | DNS     | DNS    | DNS     | DNS    | DNS         |

## Viererbob Männer
Nach dem deutschen Dreifacherfolg vom Vorjahr war speziell im deutschen Lager die Erwartungshaltung naturgemäß hoch. Allerdings fehlte durch sein freiwilliges Pausieren der Vorjahreszweite Christoph Langen mit seinem Team. Dennoch war mit Titelverteidiger Matthias Benesch und dem Vorjahresdritten Andre Lange, der damals noch am Beginn seiner großartigen Karriere stand, ein starkes deutsches Aufgebot am Start. Hinzu kam mit dem Europameister aus dem Jahr 2000, dem Franzosen Bruno Mingeon und den Schweizer Bobs, allen voran der frisch gekürte Zweierbob-Titelträger Christian Reich starke Konkurrenz. Dennoch entwickelte sich auf der schwer zu fahrenden Bahn ein zumindest teilweise unerwarteter Wettbewerb. Während Andre Lange mit über vier Zehnteln Vorsprung schon nach dem ersten Lauf den Grundstein für seinen ersten Europameistertitel im Vierer gelegt hatte, kam es dahinter zu einem Zwischenstand, den die Fachwelt nicht unbedingt erwartet hatte. An zweiter Stelle lag der Franzose Bruno Thomas vor Titelverteidiger Matthias Benesch und dem zweiten Französischen Bob mit Pilot Bruno Mingeon. Zwischen Thomas und seinem Teamkollegen lagen dabei nur vier Hundertstel, so dass zwei französische Bobs reelle Medaillenchancen hatten, ein Novum in der Bobgeschichte. Hinter Mingeon reihten sich die zwei Schweizer Bobs von Christian Reich und Martin Annen ein, allerdings nur noch mit geringen Medaillenchancen. Der zweite Lauf sollte jedoch das Klassement nochmals gehörig durcheinander wirbeln. Konnten sich bereits die Bobs des Tschechen Danilevič und des Russen Subkow mit guten Laufzeiten noch einige Plätze nach vorn schieben, sorgte der Niederländer Arend Glas für eine große Überraschung. Er fuhr mit seiner Besatzung eine sehr gute Zeit, die am Ende nur vom neuen Europameister Andre Lange um eine Hundertstel geschlagen wurde. Somit rückte der niederländische Bob von Platz zehn nach dem ersten Lauf noch auf den vierten Platz vor. Andersherum machte es der Franzose Thomas, der nach Platz zwei im ersten Lauf mit Platz 14 im zweiten Lauf noch auf den fünften Platz in der Gesamtwertung zurückfiel. Da auch die Schweizer Bobs sich verschlechterten rückte, der Franzose Mingeon nach Platz vier im ersten Lauf und der drittbesten zeit im zweiten Lauf noch auf den Silberrang, Matthias Benesch konnte sich sogar die nur sechstbeste Fahrtzeit im zweiten Lauf leisten, um sich Bronze zu sichern.
| Rang | Bob                                                                              | Lauf 1  | Lauf 1 | Lauf 2  | Lauf 2 | Gesamt      |
| Rang | Bob                                                                              | Zeit    | Rang   | Zeit    | Rang   | Zeit        |
| ---- | -------------------------------------------------------------------------------- | ------- | ------ | ------- | ------ | ----------- |
| 1    | Deutschland Andre Lange Enrico Kühn Kevin Kuske Carsten Embach                   | 52,01 s | 1      | 52,71 s | 1      | 1:44,72 min |
| 2    | Frankreich Bruno Mingeon Éric Le Chanony Christophe Fouquet Max Robert           | 52,52 s | 4      | 52,96 s | 3      | 1:45,48 min |
| 3    | Deutschland Matthias Benesch Torsten Voss Udo Lehmann Alexander Szelig           | 52,49 s | 3      | 53,06 s | 6      | 1:45,55 min |
| 4    | Niederlande Arend Glas Arnold van Calker Timothy Beck Marcel Welten              | 52,92 s | 10     | 52,72 s | 2      | 1:45,64 min |
| 5    | Frankreich Bruno Thomas Michel André Philippe Paviot Thibault Giroud             | 52,48 s | 2      | 53,27 s | 14     | 1:45,75 min |
| 6    | Russland Jewgeni Popow Pjotr Makartschuk Sergei Golubew Alexei Andrjunin         | 52,82 s | 7      | 53,01 s | 5      | 1:45,83 min |
| 7    | Schweiz Martin Annen Silvio Schaufelberger Beat Hefti Cédric Grand               | 52,75 s | 6      | 53,09 s | 7      | 1:45,84 min |
| 8    | Schweiz Christian Reich Steve Anderhub Stefan Hammer Domenic Keller              | 52,71 s | 5      | 53,21 s | 11     | 1:45,92 min |
| 9    | Deutschland Matthias Höpfner Marc Kühne Andreas Barucha Stefan Barucha           | 52,96 s | 11     | 52,97 s | 4      | 1:45,93 min |
| 10   | Österreich Wolfgang Stampfer Gerd Habermüller Michael Müller Martin Schützenauer | 52,84 s | 8      | 53,14 s | 10     | 1:45,98 min |
| 11   | Schweiz Ralph Rüegg Jakob Frei Hans Jürg Nufer Elmar Schaufelberger              | 52,85 s | 9      | 53,33 s | 17     | 1:46,18 min |
| 12   | Russland Alexander Subkow Alexei Seliwerstow Filipp Jegorow Dmitri Stjopuschkin  | 53,07 s | 12     | 53,13 s | 9      | 1:46,20 min |
| 13   | Tschechien Ivo Danilevič Peter Kondrat Milan Studnicka Jan Kobián                | 53,11 s | 14     | 53,11 s | 8      | 1:46,22 min |
| 14   | Großbritannien Lee Johnston Phil Harries Dave Mocalla Paul Attwood               | 53,08 s | 13     | 53,21 s | 11     | 1:46,29 min |
| 15   | Großbritannien Neil Scarisbrick Dean Ward Scott Rider Phil Goedluck              | 53,15 s | 15     | 53,27 s | 14     | 1:46,42 min |
| 16   | Lettland Gatis Guts Juris Latišs Māris Rozentāls Inesis Zaporozecs               | 53,21 s | 16     | 53,25 s | 13     | 1:46,46 min |
| 17   | Italien Fabrizio Tosini Samuele Romanini Cristian La Grassa Marco Menchini       | 53,25 s | 17     | 53,50 s | 18     | 1:46,75 min |
| 18   | Italien Günther Huber Massimiliano Rota Andrea Pais de Libera Giona Cividino     | 53,51 s | 20     | 53,32 s | 16     | 1:46,83 min |
| 19   | Polen Tomasz Żyła Dawid Kupczyk Krzysztof Sieńko Tomasz Gatka                    | 53,40 s | 19     | 53,50 s | 18     | 1:46,90 min |
| 20   | Italien Loris Ottaviani Paolo Valt Enrico Costa Omar Sacco                       | 53,31 s | 18     | 53,70 s | 20     | 1:47,01 min |
| 21   | Monaco Patrice Servelle Jean-François Calmes Jeremy Bottin Sébastien Gatusso     | 53,78 s | 21     | 53,93 s | 21     | 1:47,71 min |
| 22   | Rumänien Florian Enache Adrian Duminicel Iulian Păcioianu Teodor Demetriad       | 53,99 s | 23     | 54,13 s | 22     | 1:48,12 min |
| 23   | Österreich Jürgen Loacker Clemens Pezzei Bernhard Schlager Lukas Butzerin        | 53,81 s | 22     | 54,41 s | 23     | 1:48,22 min |
| 24   | Ukraine Oleg Polivach Bogdan Zamostyanik Sergej Polikov Uri Zhyravski            | 54,43 s | 24     | 54,72 s | 24     | 1:49,15 min |

## Medaillenspiegel
| Platz | Nation      | Gold | Silber | Bronze |
| ----- | ----------- | ---- | ------ | ------ |
| 1     | Deutschland | 1    | 1      | 1      |
| 2     | Schweiz     | 1    | —      | 1      |
| 3     | Frankreich  | —    | 1      | —      |